# Alegre (tiểu vùng)
Alegre là một tiểu vùng thuộc bang Espírito Santo, Brasil. Tiều vùng này có diện tích 3465 km², dân số năm 2007 là 152320 người.